# П'ядун-шовкопряд волосистий
П'ядун-шовкопряд волосистий (Phigalia pilosaria) — вид лускокрилих комах з родини п'ядунів.

## Поширення

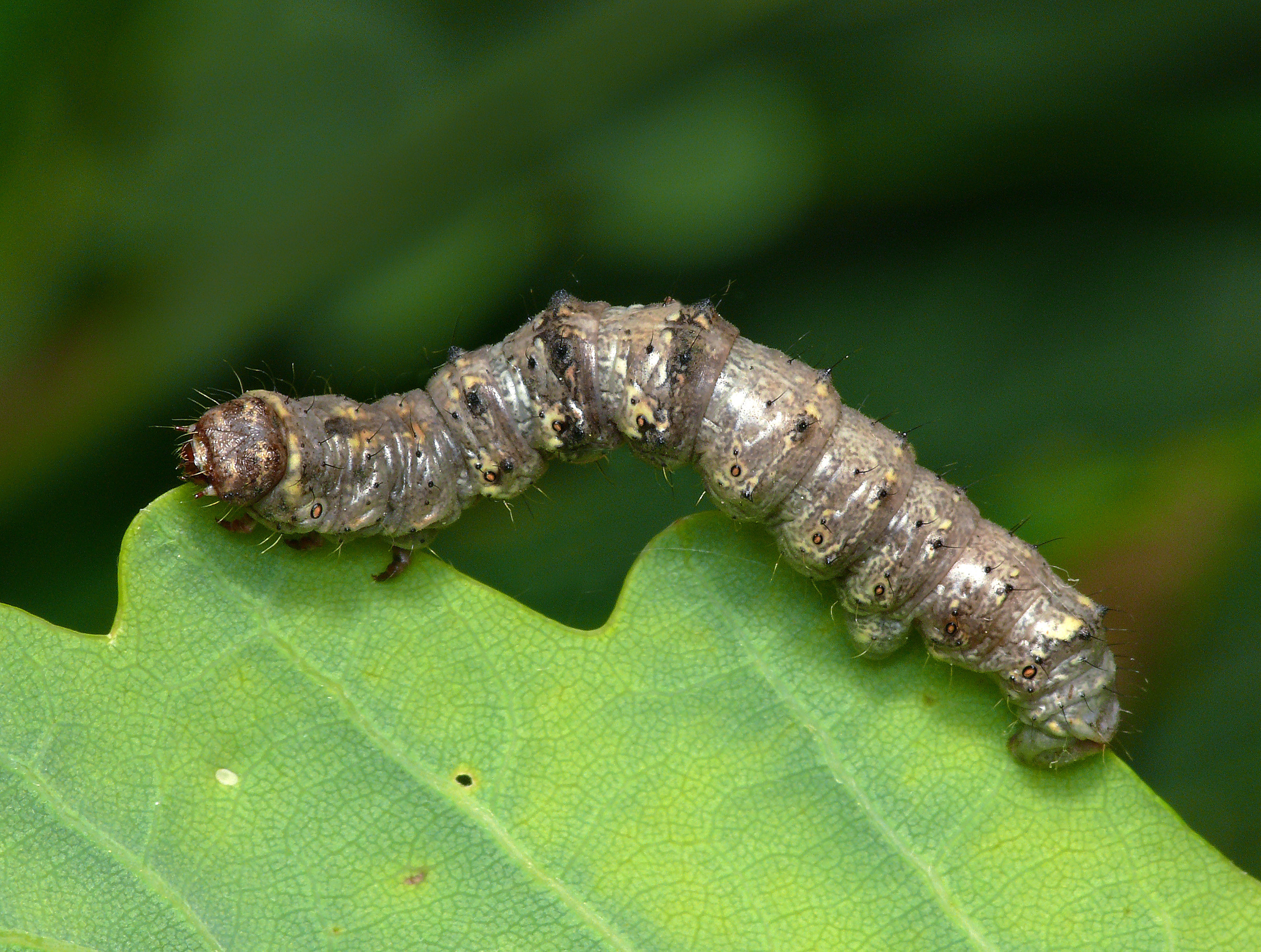
Гусениця

Вид поширений в Європі, Малій Азії та на Кавказі. Присутній у фауні України. Трапляється переважно на узліссях лісів, парків, садів та в лісосмугах.

## Опис
Розмах крил 35-40 мм. Передні крила самця забарвлені в різні відтінки сірого, з розмитими чорними перев'язами і світлим напиленням. Задні крила світліші, з одною чорною перев'яззю. Самиці безкрилі. Вони стрункіші за Erannis defoliaria, мають довший яйцеклад та коричневого забарвлення.
Гусениця сіро-коричнево-чорна, з рудуватим плямами, чорними бородавками і короткими волосками на них.

## Екологія
Імаго літають з січня по квітень. Є одне покоління на рік. Гусениці з'являються пізньою весною. Вони живляться листям різних дерев (вільхи, дуба, бука, сливи, обліпихи тощо).